# Cryptoblepharus burdeni
Cryptoblepharus burdeni (змієокий сцинк Бердена) — вид сцинкоподібних ящірок родини сцинкових (Scincidae). Ендемік Індонезії. Вид названий на честь американського натураліста Вільяма Дугласа Бердена.

## Поширення і екологія
Змієокі сцинки Бердена мешкають на островах Комодо, Флорес, Падар і Лембата в групі Малих Зондських островів. Вони живуть серед прибережних скель, не далі, ніж за 20 м від узбережжя.